# Altex
Az Altex egy cég Romániában, bukaresti székhellyel. Elektronikai termékeket, háztartási gépeket, IT&C termékeket árul. 2018 augusztusában a cég 118 üzletet üzemeltetett.
Az Altex Románia többségi részvényese a Complet Electro Serv vállalat. 
A cég fő versenytársa a Flanco.
Árbevétel:
- 2010: 195 millió euró[3]
- 2009: 180 millió euro[4]
- 2008: 344 millió euró
- 2007: 317 millió euró[5]

Nettó profit 2007-ben: -3 millió euro (veszteség)

## Külső linkek
- www.altex.ro – hivatalos honlap